# Marco Quelhas
Marcelino Arnaldo Soares Santos Quelhas (Porto, 14 de agosto de 1957) é um cantor português.. Fez parte dos Karamuru e participou no Festival Eurovisão da Canção de 2001 com o grupo MTM.

## Biografia
Marco Quelhas começa por cantar em criança num coro de igreja, passando depois pela iniciação musical e chega a ser solista na antiga Mocidade Portuguesa.
Levado por uma certa ambição está fora do país durante 15 anos. Nesse período verifica-se a aprendizagem e o contacto com músicos profissionais passando a interessar-se pelo Jazz, Soul e R&B. Faz os primeiros espectáculos e inicia a composição dos primeiros temas originais.
Regressa a Portugal em 1989 e forma os Karamuru que gravaram dois álbuns e que participaram no Festival RTP da Canção onde ficaram em 2º lugar .
Durante 5 anos é cantor residente em programas de Júlio Isidro como "Regresso Ao Passado", e "Sons do Sol". Colabora ainda no primeiro disco de Dulce Pontes.
Marco Quelhas foi um dos autores da canção "A Cidade Até Ser Dia" com que Anabela, representou Portugal no Festival da Eurovisão de 1993 . Em 1993 lança o seu primeiro álbum a solo, "Transparências".
Foi também um dos autores de "Onde Estás", interpretado por Anabela, que obteve o 3º lugar no Festival Ibero/Americano OTI. Em 1994 fez parte do Júri Internacional do Festival OTI realizado em Valência.
O seu disco "Fantasias" é editado em 1996 e em 1998 lança o álbum "Entre o Sonho E o Céu".
O grupo MTM, formado por ele e por Tony Jackson, foi o vencedor do 38ª Festival RTP da Canção com "Só Sei Ser Feliz Assim", com letra e música da sua autoria .
O álbum "Fascínio Azul", editado pela Ovação em 2001, inclui os dois temas dos MTM: "Só Sei Ser Feliz Assim" e "The Only Way", a versão em inglês .
Em 2002 funda a sociedade "Sete Vidas  Produções Musicais, Unipessoal, L.da", com sede em Terrugem.
Em 2003 grava com o projecto Duas Luas, em conjunto com a sua esposa Suzana, o álbum "Duas Luas" . No ano anterior tinham lançado o single "O Mais Doce Pecado".
Em 2004 é um dos participantes no single "Heróis 2004 - Portugal No Coração".
Anda em digressão com o projecto "Sons de Portugal", formado pelos cantores Marco Quelhas, Susana Pinto, Ana Paulino e Bruno Correia que interpretam êxitos da música portuguesa.
É o produtor do álbum "Anel de Fogo" de Suzana de 2006. Recebeu em 2007 uma Menção Honrosa da revista Billboard como autor da canção "Anel de Fogo".
O tema "Diz-me o Que Queres que eu Diga" é incluído na banda sonora da novela "Deixa-Me Amar".
Marco Quelhas volta à edição, em 2008, com o álbum "Sete Vidas".
Em Maio de 2009 comemora os seus 20 anos de carreira. Em 7 de Junho é realizado um concerto no Fórum Lisboa para a gravação de um CD e DVD ao vivo. Os convidados especiais são Jay Rio, o pianista Domingos Silva, uma banda de suporte vinda de Liverpool e o percussionista argentino Sebastien Cheriffe.
Em 2012 é lançado o CD+DVD "Ao Vivo".

## Discografia

### Álbuns
- Transparências (CD, 1993)
- Fantasias (CD, 1996)
- Entre o Sonho E o Céu (CD, 1998)
- Eu Só Sei Ser Feliz Assim (CD-Single, 2001) - projecto MTM
- Fascínio Azul (CD, Ovação, 2001) - 275-CD 2001[7]
- O Mais Doce Pecado/Noites de Seda (CD-Single, 2002)- projecto Duas Luas
- Duas Luas (CD, 2003) - projecto Duas Luas
- Sete Vidas (CD, Som Livre, 2008)
- Ao Vivo (CD+DVD, Ovação, 2012)